# Changyuan
Changyuan is een stad in de prefectuur Xinxiang in het noorden van de Chinese provincie Henan, Volksrepubliek China.
Bij de volkstelling van 2020 had de stad 521.702 inwoners.
Changyuan is een belangrijke industriële stad. De stad heeft met name een productiecapaciteit van 260.000 kranen per jaar, goed voor 68% van de Chinese kraanmarkt. Andere industrieën die zich rond de stad bevinden, zijn medische apparatuur, hygiëneproducten en corrosiewerende materialen. De stad wordt wel de 'Chinese hoofdstad van medische verbruiksartikelen' genoemd. Vermoedelijk begonnen lokale boeren in de jaren 70 met het maken van wattenstaafjes en -bollen, waarmee de basis werd gelegd voor deze industrie.